# 1981
Évszázadok: 19. század – 20. század – 21. század
Évtizedek: 1930-as évek – 1940-es évek – 1950-es évek – 1960-as évek – 1970-es évek – 1980-as évek – 1990-es évek – 2000-es évek – 2010-es évek – 2020-as évek – 2030-as évek
Évek: 1976 – 1977 – 1978 – 1979 –  1980 – 1981 – 1982 – 1983 – 1984 – 1985 – 1986

## Események

### Január
- január 1. – Görögország az Európai Gazdasági Közösség 10. tagjává válik.[1]
- január 5. – Az iráni hadsereg ellentámadást indít Susangerd körzetében, azonban a megszálló iraki erőkkel szemben csúfos kudarcot vall.
- január 22. – A Jugoszláv Kommunisták Szövetségének Központi Bizottsága (JKSZ KB) elfogadja a XII. kongresszus irányelveit, amelyek az addigi politika folyamatosságát hangsúlyozzák.[2]

### Február
- február 23–24. – A lázadó csendőrök sikertelen kísérlete a spanyol ügyvezető kormány megdöntésére.[1]

### Március
- március 11.–április 4. – Albán nacionalista tüntetések Koszovóban.
- március 30. – John Hinckley egy washingtoni szálloda előtt rálő Ronald Reagan amerikai elnökre és megsebesíti. (Hinckley ezzel a tettével kívánta felhívni magára Jodie Foster színésznő figyelmét.)[3]

### Április
- április 6–10. – Csehszlovákia Kommunista Pártja (CSKP) XVI. kongresszusának előadói beismerik, hogy nem sikerült fokozni a termelés hatékonyságát, és a nemzetijövedelem-növekedés is kisebb az előirányzottnál. (A párt főtitkára ismét Gustáv Husák.)[4]

### Május
- május 5–6. – A Koszovói Kommunisták Szövetségének tartományi bizottsága leváltja Mahmut Bakallit, az addigi első titkárt.[5]
- május 13. – Mehmet Ali Ağca merényletet kísérel meg II. János Pál pápa ellen a – zsúfolásig megtelt – római Szent Péter téren.[6]
- május 15. – Sergej Kraigher váltja Mijatovićot a jugoszláv államelnöki székben.[7]

### Június
- június 3–5. – Kádár János jugoszláviai tárgyalásai az együttműködés fejlesztéséről.[8]
- június 17. – Mohamed Sziad Barre a kommunista Szomália elnöke Romániába látogat.[9]
- június 18. – Az Európa Parlament határozatban követeli a csehszlovákiai politikai foglyok szabadon bocsátását.[10]

### Július
- Július 1. – Gyilkosságok Wonderlandben: A kokaindílerekből álló Wonderland bandát brutálisan meggyilkolják Los Angelesben. Eddie Nasht gyanúsítják az ügyben való részvétellel, de soha nem ítélik el.
- Július 3. – A liverpooli Toxteth-i zavargások kitörnek, miután egy csőcselék megakadályozza egy fiatal letartóztatását. Röviddel ezután a Leeds-i Chapeltown-i zavargások törnek ki a fokozódó faji feszültség közepette.
- Július 7. – Ronald Reagan, az Egyesült Államok elnöke Sandra Day O'Connort jelöli az első nőt az Egyesült Államok Legfelsőbb Bíróságába.
- Július 9. – Megjelenik a Donkey Kong, ez az első Donkey Kong és Mario témájú, nagy sikerű árkádjáték, amelyet a Nintendo Japánban fejlesztett.
- Július 10. –  Mahathir Mohamad lesz Malajzia negyedik miniszterelnöke. Elkezdődnek a handsworthi zavargások Birminghamben, majd további angliai zavargások következnek több városi területen, köztük Liverpoolban és Leedsben.
- július 16–21. – Anglia lett az első csapat ebben az évszázadban, amely krikett tesztmérkőzést nyert a folytatás után, amikor 18 futással legyőzte Ausztráliát a Headingley krikettpályán, Leedsben, Angliában.
- július 17. – Összeomlott a Hyatt Regency Hotel két, emberekkel teli légijárdája a Missouri állambeli Kansas Cityben található Hyatt Regency Hotel zsúfolt átriumi előcsarnokában, 114 ember halálát okozva. Izraeli repülőgépek bombázzák Bejrútot, lerombolva a PLO-hoz köthető csoportok irodáit tartalmazó többszintes lakóházakat, mintegy 300 civil halálát okozva, ami világszerte elítéléshez és az Egyesült Államok Izraelbe irányuló repülőgép-exportjának embargójához vezetett.
- július 19. – Új-Zélandon megkezdődik az 1981-es Springbok turné, az apartheid támogatásával kapcsolatos viták közepette.
- július 21. – Megszületett Tohui panda a mexikóvárosi Chapultepec Állatkertben, ő az első panda, amely valaha Kínán kívül született.
- július 29. – A világ több mint 750 milliós televíziós közönsége nézi Károly herceg és Lady Diana Spencer esküvőjét a londoni Szent Pál-székesegyházban, az Egyesült Királyságban.
- július 30. – Lengyel éhségtüntetések : Akár 50 000 tüntető, többnyire nők és gyermekek vonultak utcára Łódźban, hogy tiltakozzanak az élelmiszerhiány ellen a kommunista Lengyelországban.

### Augusztus
- augusztus 28. – Az amerikai Nemzeti Közegészségügyi Központ közzétette, hogy a meleg férfiak körében egyre több tüdőgyulladáshoz hasonló és a kaposi-szarkóma tünetegyüttest mutató rosszindulatú daganatos megbetegedés fordult elő. Ezt az immunrendszert megtámadó betegséget, később szerzett immunhiányos tünetegyüttesnek azaz az angol rövidítése után AIDS-nek nevezték el.
- augusztus 30. – Teheránban bombamerénylet áldozata lett Mohammed Ali Rajai iráni elnök és Mohammad Javad Bahonar miniszterelnök.

### Szeptember
- szeptember 21. – Belize függetlenné válik
- szeptember 22. – Irán elindítja a VIII. Imám hadműveletet, amelynek során először indítanak az irak–iráni háborúban első világháborúra jellemző tömegrohamot
- szeptember 27. – Ábádán iráni város felszabadul a több mint egy éve tartó iraki ostrom alól
- szeptember 30. – Jugoszláv pártplénum tanácskozása a gazdasági válságról.

### Október
- október 1. – Romániában számos termékre jegyrendszert vezetnek be.[forrás?]
- október 2. – Ali Hámenei a szavazatok 95 százalékát szerezte meg az iráni elnökválasztáson.
- október 6. – Fundamentalista merénylők meggyilkolják Anvar Szadat egyiptomi elnököt. [11] (Hoszni Mubárak alelnök veszi át az elnöki hatalmat, akit a Népgyűlés másnap hivatalos elnökjelöltté nyilvánít.)[12]
- október 13. – Egyiptomban – népszavazás formájában – hat évre elnökké választják Hoszni Mubárakot.[12]
- október 18. – A LEMP első titkára Wojciech Jaruzelski lesz.[13]
- október 27. – Egy szovjet tengeralattjáró megsérti a svéd felségvizeket.[1]

### November
- november 1. – Antigua és Barbuda függetlenné válik.
- november 18. – Ronald Reagan amerikai elnök bejelenti az új fegyverzetcsökkentési kezdeményezését, beleértve a közepes hatótávolságú és a hadászati atomeszközöket is.[1]
- november 25. – II. János Pál pápa a Hittani Kongregáció prefektusává nevezi ki Joseph Alois Ratzinger münchen-freisingi érseket, aki ezzel egyidejűleg a Nemzetközi Teológiai Bizottság és a Pápai Biblikus Bizottság elnöke is lett.[14]
- november 27. – A JKSZ KB elemzése szerint Koszovóban a nacionalista hullámot a hibás politika tette lehetővé, de a plénumon határozott utalások hangzanak el Tirana szerepére is.[15]
- november 30. – Az USA és a Szovjetunió megkezdi a tárgyalásokat Genfben a közepes hatótávolságú atomeszközökről.[1]

### December
- december 10–11. – Aláírják a jegyzőkönyvet Spanyolország belépéséről a NATO-ba.[16]
- december 11. – Helmut Schmidt és Erich Honecker megbeszélést folytat az NSZK és az NDK közötti vitás kérdésekről.[17]
- december 13. – Jaruzelski tábornok államcsínyt hajt végre Lengyelországban, bevezetik a hadiállapotot, latartóztatják  a Szolidaritás vezetőit és szimpatizánsait, mintegy ötezer főt.[18]
- december 15. – Oviedóban megalapítják az Asztúriai Nyelvi Akadémiát az asztúriai nyelv szabályozására és megőrzésére.
- december 18. – a Tu–160 szovjet stratégiai bombázó első felszállása
- december 31. – Katonai puccs Ghánában, a hatalmat ismét Jerry John Rawlings ragadja magához.

### Határozatlan dátumú események
- október – Megjelenik az illegális Beszélő című folyóirat.[19]
- az év folyamán –
  - Átadják Szentes és Csongrád között a közúti Tisza-hidat.

## Az év témái

### 1981 a filmművészetben
- Május 28.: bemutatják Mészáros Gyula és Bujtor István: A Pogány Madonna című filmjét.
- Uli Edel : Christiane F. – Mi, gyerekek az állatkerti pályaudvarról
- Andrzej Wajda: A vasember[20]

### 1981 a sportban
- Nelson Piquet megnyeri pályafutása első Formula–1-es világbajnoki címét a Brabham csapat színeiben.
- A Ferencváros nyeri az NB1-et. Ez a klub 23. bajnoki címe.

### 1981 a televízióban
- Elindul a Magyar Televízió teletext szolgálata Képújság címmel.
- Május 12.: bemutatják a Másfélmillió lépés Magyarországon című sorozatot.
- augusztus 1.: megkezdi adását az MTV.

### 1981 a tudományban
- április 12. – a Columbia űrrepülőgép első repülése;
- augusztus 25. – a Voyager–2 101 ezer km-re közelítette meg a Szaturnuszt
- az év folyamán – Egyszerre ültet át egy tüdőt és egy szívet az amerikai Bruce Reitz professzor.[21]

### 1981 a zenében
- Március 26-án zajlott az Illés-együttes (illetve a KITT Egylet) legendássá vált budapesti „visszatérő” koncertje, amelyről A Koncert címmel dupla hanglemezalbum és mozifilm is készült.
- Augusztus 19-én megalakul a brit Pet Shop Boys
- Szeptember 19-én a New York-i Central Parkban koncertet ad a Simon and Garfunkel amerikai vokális duó. Ez számított akkor a legnagyobb koncertnek több mint 500.000 nézővel. A koncert 1982-ben album és film formában is megjelenik.
- Elindul az MTV Music TV
- Megalakul a Metallica nevű zenekar
- Megalakul a Slayer nevű zenekar
- Megalakul a KFT együttes

#### Fontosabb külföldi nagylemezek
- ABBA: The Visitors
- Aneka: Aneka
- À La Carte: Viva
- Accept: Breaker
- Adam and the Ants: Prince Charming
- Amanda Lear: Incognito
- Bee Gees: Living Eyes
- Bryan Adams: You Want It You Got It
- Black Sabbath: Mob Rules
- Billy Idol: Don’t Stop EP
- Céline Dion: La voix du bon Dieu / Céline Dion chante Noël
- Eurythmics: In the Garden
- Earth, Wind & Fire: Raise!
- Frank Sinatra: She Shot Me Down
- INXS: Underneath the Colours
- Foreigner: 4
- Genesis: Abacab
- Phil Collins: Face Value
- AC/DC: For Those About to Rock
- Richard Sanderson: I'm in Love
- The Carpenters: Made in America
- The Cure: Faith
- Depeche Mode: Speak & Spell
- Duran Duran: Duran Duran
- Electric Light Orchestra: Time
- Human League: Dare!
- Kool & the Gang: Something Special
- Iron Maiden: Killers
- Olivia Newton-John: Physical
- Nancy Sinatra: Mel & Nancy
- Kim Carnes: Mistaken Identity
- Japan: Tin Drum
- Grace Jones: Nightclubbing
- Spandau Ballet: Journeys to Glory
- Jim Steinman: Bad For Good
- Joy Division: Still
- Kim Wilde: Kim Wilde
- Kraftwerk: Computer World
- Nick Mason: Nick Mason's Fictitious Sports
- Rod Stewart: Tonight I'm Yours
- The Police: Ghost in the Machine
- The Rolling Stones: Tattoo You
- Ottawan: Ottawan 2
- Stray Cats: Stray Cats
- The Stranglers: The Gospel According to the Meninblack / La folie
- Queen: Greatest Hits
- Rainbow: Difficult To Cure
- Ricchi e Poveri: E penso a te
- The Rolling Stones: Tattoo You
- Soft Cell: Non-stop Erotic Cabaret
- U2: October
- Van Halen: Fair Warning
- Vangelis: Chariots of Fire / The Friends of Mr. Cairo
- Whitesnake: Come an' Get it
- George Harrison: somewhere in england

#### Fontosabb magyar nagylemezek
- Cseh Tamás – Bereményi Géza: Műcsarnok
- Illés – A Koncert
- Karda Beáta – Figyelem, itt vagyok
- Korda György: Szeptember volt
- Koncz Zsuzsa – Menetrend
- Edda Művek – Edda Művek 2.
- Katona Klári – Titkaim
- Karthago – Karthago
- Neoton Família: A Família
- P. Mobil – Mobilizmo

## Születések
- január 1.
  - Baumgartner Zsolt magyar autóversenyző
  - Mladen Petrić, horvát labdarúgó
  - Jonas Armstrong, angol színész
- január 8.
  - Genevive Padalecki amerikai színésznő
  - Apáti Bence magyar balett-táncos, publicista, műsorvezető
- január 11. – Jamelia angliai R&B énekesnő, dalszövegíró, modell
- január 15.
  - El-Hadji Diouf szenegáli labdarúgó
  - Dylan Armstrong, kanadai súlylökő
  - Pitbull, amerikai rapper és dalszövegíró
- január 17. – Ngozi Monu, nigériai úszó
- január 20. – Owen Hargreaves angol labdarúgó
- január 22. – Ben Moody amerikai gitáros
- január 28. – Elijah Wood amerikai színész
- január 29. – Jorge Lima, portugál vitorlázó
- január 30.
  - Dimitar Berbatov bolgár labdarúgó
  - Peter Crouch angol labdarúgó
- január 31. – Justin Timberlake amerikai énekes
- február 1. – Federica Faiella, olasz műkorcsolyázó
- február 10. – Palásthy Norbert labdarúgó
- február 16. – Susanna Kallur, svéd atléta, gátfutónő
- február 17. – Joseph Gordon-Levitt, amerikai színész
- február 18.
  - Szűcs Tamás, magyar úszó
  - Andrey Kirilenko, orosz kosárlabdázó
- február 24. – Lleyton Hewitt, ausztrál teniszező
- február 25. Varga Rókus magyar szinkronszinész
- március 1. – Adam LaVorgna, amerikai színész
- március 3. – Nagy László magyar kézilabdázó
- március 4. – Krutzler Eszter magyar súlyemelő
- március 7. – Varga Gábor magyar szinkronszínész
- március 11. – Matthias Schweighöfer, német színész, rendező
- március 12. – Peter Waterfield olimpiai ezüstérmes brit műugró
- március 16.
  - Andrew Bree, ír úszó
  - Magyar Péter magyar politikus, jogász, diplomata, Varga Judit egykori igazságügyi miniszter volt férje
- március 19. – Kolo Touré elefántcsontparti labdarúgó
- március 27.
  - Paján Viktor vízilabdázó
  - Tobias Schenke, német színész
- március 28. – Julia Stiles, amerikai színésznő
- április 11. – Bódi Sylvi, magyar modell 2007 legszebb nője
- április 15. – Goran Nava, szerb sprinter
- április 17.
  - Hanna Pakarinen finn énekesnő
  - Charlie Hofheimer, amerikai színész
- április 18.
  - Müller Attila színész, műsorvezető
  - Audrey Tang tajvani programozó, hachker, az ország digitalizációjáért felelős tárca nélküli minisztere
- április 19. – Hayden Christensen, kanadai színész
- április 25. – Felipe Massa, brazil autóversenyző, Formula–1-es pilóta
- április 28. – Jessica Alba, amerikai színésznő
- április 29. – Brian Dzingai, zimbaewi atléta
- május 1. – Aljakszandar Pavlavics Hleb, fehérorosz labdarúgó
- május 5. – Craig David, brit énekes
- május 8. – Stephen Amell, kanadai színész
- május 10. – Weiner Sennyey Tibor
- május 11. – Austin O'Brien, amerikai színész
- május 12. – Rami Malek, amerikai színész
- május 15. – Jamie-Lynn Sigler amerikai színésznő
- május 16. – Sergei Novitski, orosz jégtáncos
- május 20. – Iker Casillas, spanyol labdarúgó
- május 28. – Talmácsi Gábor, magyar motorversenyző
- május 29. – Andrej Arsavin orosz labdarúgó
- május 30. – Blake Bashoff, amerikai színész
- június 2. – Nyikolaj Davigyenko, orosz teniszező
- június 6. – Gajda István, magyar labdarúgó († 2011)
- június 7. – Anna Szergejevna Kurnyikova, orosz teniszező
- június 9.
  - Natalie Portman (Natalie Herschlag), amerikai filmszínésznő
  - Anna Gostomelsky, izraeli úszónő
  - Dean Couzins, új-zélandi gyeplabdázó
- június 10. – John White kanadai színész (az Amerikai pite 5. Erik Stiflerje)
- június 12.
  - Fehér Zoltán magyar labdarúgó
  - Adriana Lima brazil szupermodell
- június 13. – Chris Evans amerikai színész
- június 14. – Chauncey Leopardi, amerikai színész
- június 19. – Moss Burmester, új-zélandi úszó
- június 21. – Cindy Orquidea Lima, spanyol kosárlabdázó
- június 25. – Simon Ammann négyszeres olimpiai bajnok svájci síugró
- június 26. – Zeus Issariotis, görög műkorcsolyázó
- július 2. – Tomass Dukurs, lett szkeletonos
- július 5. – Ryan Hansen, amerikai színész
- július 13. – Kovács Ágnes, olimpiai bajnok úszó
- július 15. – Bernáth Ferenc magyar gitárművész, zeneszerző
- július 23. – Jarkko Nieminen, finn teniszező
- július 24. – Nayib Bukele salvadori elnök
- július 28. – Michael Carrick, angol labdarúgó
- július 29. – Fernando Alonso, spanyol Formula–1-es világbajnok
- augusztus 3. – Jonathan Murphy, amerikai színész
- augusztus 8. – Roger Federer, svájci teniszező
- augusztus 12.
  - Djibril Cissé, francia labdarúgó
  - Steve Talley, amerikai színész (az Amerikai pite 5. Dwight Stiflerje)
  - Szabó Máté, színész
  - Riin Tamm, észt genetikusnő
- augusztus 18. – Gerlóczy Márton, magyar író
- augusztus 18. – Jan Frodeno, német triatlon atléta
- augusztus 19. – Szivós Márton vízilabdázó
- augusztus 20. – Ben Barnes, angol színész
- augusztus 21. – Ross Thomas, amerikai színész
- augusztus 24. – Chad Michael Murray, amerikai színész
- augusztus 25. – Rachel Bilson, amerikai színésznő
- augusztus 29. – Jay Ryan, új-zélandi színész
- szeptember 4. – Beyoncé Knowles, amerikai színésznő, énekesnő
- szeptember 5. – Bruno Neves, portugál kerékpáros († 2008)
- szeptember 7. – Szőcs Petra költő, filmrendező.
- szeptember 8. – Jonathan Taylor Thomas, amerikai színész
- szeptember 14.
  - Taylor Milne, kanadai sprinter
  - Miyavi, Japán japán énekes és gitáros
- szeptember 16. – Alexis Bledel, amerikai színésznő
- szeptember 17. – Bruckmann Balázs, magyar előadó, színész
- szeptember 20. – Feliciano López, spanyol teniszező
- szeptember 24. – Kai Wen Tan, amerikai tornász
- szeptember 26. – Serena Williams, amerikai teniszező
- október 3.
  - Zlatan Ibrahimović, svéd labdarúgó
  - Seth Gabel, amerikai színész
- október 8. – Matteo Morandi, olasz tornász
- október 9.
  - Zachery Ty Bryan, amerikai színész
  - Tad Hilgenbrink, amerikai színész
- október 12. – Engin Akyürek, török színész
- október 19. – Heikki Kovalainen, finn Formula–1-es autóversenyző
- október 20. – Stefan Nystrand, svéd úszó
- október 25. – Shaun Wright-Phillips, angol labdarúgó
- október 27. – Jenni Dahlman modell, Miss Skandinávia 2001, Kimi Räikkönen volt felesége
- október 28. – Milan Baroš, cseh labdarúgó
- október 31. – Danny Blue, mentalista–gondolatolvasó
- november 1. – Pierre Fitch, kanadai meleg pornószínész
- november 8. – Joe Cole, angol labdarúgó
- november 14. – Russell Tovey angol színész
- november 17. – Bencze Attila író, költő, szerkesztő
- november 25. – Xabi Alonso, spanyol labdarúgó
- november 26. – Natasha Bedingfield, brit énekesnő
- november 27. – Matthew Taylor angol labdarúgó
- november 30.
  - Teddy Dunn, amerikai színész
  - Iváncsik Gergő magyar kézilabdázó
- december 1. – Szegedi Csaba operaénekes
- december 2.
  - Britney Spears, amerikai énekesnő
- december 3.
  - David Villa, spanyol labdarúgó
- december 4. – Kovács Olivér vízilabdázó
- december 11. – Borsi Gábor költő
- december 13. – Amy Lee, amerikai énekesnő
- december 21. – Cristian Zaccardo, olasz labdarúgó
- december 23. – Angelo Kelly, ír zenész
- december 24. – Viktor Belan, orosz énekes
- december 27.
  - Emilie de Ravin, ausztrál színésznő
  - Nyikita Alekszev, orosz jégkorongozó
- december 28. – Sienna Miller, amerikai színésznő
- december 28. – Khalid Boulahrouz, holland labdarúgó
- december 29.
  - Angela Via, amerikai énekesnő
  - Arakava Sizuka, japán műkorcsolyázó

## Halálozások
- január 23. – Palló Imre magyar tanár, újságíró, országgyűlési képviselő (* 1904)
- január 24. – Nagy Géza művelődésszervező, műfordító (* 1914)
- február 5. – Soós Ferenc négyszeres világbajnok asztaliteniszező (* 1919)
- február 9. – Bill Haley amerikai gitáros, énekes, az egyik első rock 'n' roll előadó (* 1925)
- március 9. – Max Delbrück német származású amerikai biológus, a molekuláris biológia egyik úttörője (* 1906)
- március 15. – René Clair francia filmrendező (* 1898)
- március 23. – Komoróczy György történész, polonista, főlevéltáros (̈* 1909)
- április 5. – Dergács Ferenc magyar közgazdász, miniszterhelyettes (* 1922)
- április 8. – Omar Bradley amerikai tábornok a második világháborúban és a koreai háborúban (* 1893)
- április 23. – Zelk Zoltán költő, író (* 1906)
- május 11. – Bob Marley jamaicai énekes, gitáros és dalszerző (* 1945)
- május 18. – Guttmann Márta hárfaművész (* 1897)
- május 20. – Bácsalmási Péter magyar olimpikon, atléta, kosárlabdázó (* 1908)
- május 27. – Pilinszky János költő (* 1921)[22]
- május 31. – Lóránt Gyula labdarúgó, az Aranycsapat keménységéről ismert középhátvédje, labdarúgóedző (* 1923)
- június 11. – Márkos Albert romániai magyar zeneszerző, karnagy, tanár (* 1914)
- július 1. – Breuer Marcell építész, formatervező, a Bauhaus mestere (* 1902)
- július 5. – Borsos József építőmérnök, egyetemi tanár, a műszaki tudományok doktora (* 1901)
- július 7. – Gyergyai Albert író, műfordító (* 1893)
- július 9. – Földes Éva sporttörténész, neveléstörténész, az 1948. évi londoni olimpia művészeti versenyeinek harmadik helyezettje (* 1914)
- július 11. – Molnár C. Pál festőművész (* 1894)
- július 11. – Bilicsi Tivadar színész, táncos komikus (* 1901)
- augusztus 8. – Hajnóczy Péter író (* 1942)
- augusztus 13. – Varsányi István, a lengyel nyelv nyelvtanára, műfordító, embermentő a második világháború idején (* 1913)
- szeptember 1. – Csorba István színész (* 1922)
- szeptember 1. – Román György festő, író (* 1903)
- szeptember 1. – Albert Speer, a III. Birodalom főépítésze, fegyverkezési minisztere (* 1905)
- szeptember 1. – Bizse János festő, rajzpedagógus (* 1920)
- szeptember 8. – Jukava Hideki Nobel-díjas japán elméleti fizikus volt (* 1907)
- szeptember 25. – Balázs Samu Kossuth-díjas színművész (* 1906)
- október 6. – Anvar Szadat arab politikus, katonatiszt, 1970-től haláláig Egyiptom elnöke (* 1918)
- október 16.
  - Várnai Zseni költő (* 1890)
  - Vásárhelyi András magyar földbirtokos, országgyűlési képviselő (* 1895)
- november 10. – Abel Gance francia filmrendező, színész (* 1889)
- november 22. – Sir Hans Adolf Krebs Nobel-díjas német származású angol biokémikus (* 1900)
- november 27. – Lotte Lenya német énekesnő színésznő (* 1898)
- november 29. – Natalie Wood (Natasa Nyikolajevna Gurdin) orosz-amerikai színésznő (* 1938)
- december 9. – Chiovini Ferenc festőművész (* 1899)
- december 11. – Farkas Aladár szobrász (* 1909)
- december 22. – Baleczky Emil, magyar nyelvész, egyetemi tanár, szlavista (* 1919)

## Nobel-díjak
| Fizikai            | Nicolaas Bloembergen, Arthur Leonard Schawlow, Kai M. Siegbahn |
| Kémiai             | Kenichi Fukui, Roald Hoffmann                                  |
| Orvosi-fiziológiai | Roger W. Sperry, David H. Hubel, Torsten N. Wiesel             |
| Irodalmi           | Elias Canetti                                                  |
| Béke               | Az ENSZ Menekültügyi Főbiztosa                                 |
| Közgazdasági       | James Tobin                                                    |